# Klášter klarisek (Český Krumlov)
Klášter klarisek v Českém Krumlově je jedním ze tří bývalých klášterů (minorité, bekyně, klarisky) a je součástí historického komplexu budov a zahrad na Latránu č. 50 a 67.

## Řád klarisek
Řád klarisek byl založen z podnětu Františka z Assisi v roce 1212 jako ženská větev františkánského druhého řádu. Jméno převzal řád po své zakladatelce Kláře z Assisi. Řádová řehole byla velice přísná.
V roce 1234 byl založen díky sv. Anežce Přemyslovně, zvané Česká, konvent klarisek v Praze. Jejím přičiněním povolil v roce 1237 papež Řehoř IX klariskám ulehčení v jejich přísné řeholi tím, že mohly jíst dvakrát denně ve čtvrtek a v neděli a ve velkých mrazech se obléci do dvou vrstev oděvů. Řeholní oděv byl ve tvaru kříže v tmavě hnědé, nebo černé barvě přepásaný cingulem a závoj byl hnědý nebo černý.

## Dějiny kláštera (1361–1789)
Klášter řádu klarisek v Českém Krumlově vznikl společně s klášterem řádu minoritů v roce 1350 a první sestry klarisky přišly ze Slezska v roce 1361. Uvedení řádu do Českého Krumlova iniciovala Anna, dcera Petra I z Rožmberka, společně s Anežkou z Wallsee, manželkou Jošta, syna Petra I z Rožmberka. Nadační listinu pro rozšíření území města Českého Krumlova o podhradí Latrán vystavil Petr I. z Rožmberka se svými syny Petrem a Joštem dne 14. srpna 1347. Založení a vybudování kláštera se však nedožil, protože 14. října téhož roku zemřel. Klášter založila vdova Kateřina z Rožmberka a její čtyři synové Petr, Jošt, Oldřich a Jan. 
Klášter klarisek byl jako řád svatého Františka druhého řádu úzce spjat s řádem minoritů (řád svatého Františka prvního řádu).  V době existence kláštera pracovaly některé klarisky v klášterní vyšívačské dílně, kde bylo např. v roce 1486 vyhotoveno vyšívané liturgické roucho – kasule pro kapitulu Svatovítského chrámu  v Praze, což bylo v té době prestižní dílo. Po vypuknutí husitských válek utekly sestry klarisky v roce 1420 do rakouského Freistadtu.
Klášter klarisek nepřežil reformy Josefa II a byl jeho dekretem z 28. února 1782 zrušen. Rušení klášterů z nadbytečnosti, zdůvodněné tím, že ve zrušených řádech mniši a řádové sestry nevychovávali mládež, nepečovali o nemocné a jenom rozjímali, probíhalo do roku 1789. V Čechách tak bylo zrušeno 74 klášterů, z toho 13 ženských. V Českém Krumlově opustily klarisky klášter v roce 1783.

## Kongregace Školských sester de Notre Dame (1863–1945)
Objekty kláštera koupili Schwarzenbergové. V některých z nich zřídili byty pro vdovy a sirotky svých úředníků.. Po roce 1945 byly byty rozšířeny na celý klášter a zrušeny teprve v roce 2015, kdy začala přestavba a rekonstrukce areálu.
Kníže Jan Adolf II. ze Schwarzenbergu ovšem chtěl v klášteře především založit obecnou školu pro chudé dívky. Dobově příznačné bylo svěřit její vedení školským sestrám. Když českobudějovický biskup Jan Valerián Jirsík dosáhl uznání samostatné české větve Kongregace řádu chudých školských sester de Notre Dame, povolal Schwarzenberg dne 30. listopadu 1863 z Hyršova na Domažlicku do Českého Krumlova první tři sestry. 6. června 1864 přišly další sestry a od 1. října téhož roku pod vedením představené Coelestiny Wensauerové otevřely v klášteře první ročník tříleté triviální školy pro chudé dívky, a z iniciativy kongregace pak také navazující Tochterschule pro dívky, které se chtěly dále vzdělávat, hlavně v ručních pracích. V době největší konjunktury školy, tj. krátce před první světovou válkou, se počet žákyň ustálil na 190 až 210. Výrazný úbytek nastal po vzniku Československa, kdy v Krumlově převládly protiněmecké a protikatolické nálady, živené vládou sociálních demokratů. Pedagogická činnost školských sester skončila definitivně 14. listopadu 1938. Notredamky pak dostaly na starost výuku náboženství ve veřejných školách, pečení hostií pro celou oblast a krejčovské práce. K definitivnímu zrušení jejich dvanáctičlenné komunity došlo 20. října 1945, kdy je nákladní auto americké armády odvezlo do Mnichova.

## Bývalý klášter od roku 1946 do současnosti
Bývalý klášter klarisek byl roku 1958 zapsán do státního seznamu kulturních památek Československa, , což však často nezabránilo stavebním úpravám. Účinnou ochranu přineslo až roku 1992 prohlášení areálu součástí městské památkové rezervace Český Krumlov – památky UNESCO a následné vystěhování nájemníků. Komplex klášterních budov byl již toho roku poprvé zkoumán archeologickými sondami (Mgr.Pavel Břicháček) a během 90. let také podroben novému stavebně historickému průzkumu. Během rekonstrukce areálu proběhl jak záchranný archeologický výzkum, který objevil v nádvoří zaniklou renesanční kapli sv. Anny, tak nový stavebně historický průzkum.
V letech 2014–2015 prošly objekty klášterů v Českém Krumlově rozsáhlou revitalizací, byly zrušeny byty, objekty upraveny pro potřeby moderního kulturně vzdělávacího centra. Bývalý klášter klarisek zůstal v majetku města a v objektech byla zřízena 3+ galerie s výstavou obrázků, interaktivními expozicemi a akcemi pro dětské návštěvníky.

## Architektura
Klášterní budovy minoritů v Českém Krumlově byly situovány jižně od společného klášterního kostela Božího Těla a Panny Marie, který byl od kláštera klarisek situován severně. Kostel byl vysvěcen již roku 1358. ]Obě klášterní budovy byly od počátku patrové. Střed tvořil čtvercový rajský dvůr, obklopený ambitem, k němuž křídla klášterů přiléhala. Na východní straně ambitu byla kapitulní síň minoritů zasvěcená svatému Wolfgangovi. Ambit osvětlovala pravoúhlá okna se středním křížem, tři původní okna v západním rameni ambitu se zachovala. Klarisky nebyly účastny liturgických obřadů přímo v kostele, ale ve vedlejších prostorách, ze kterých byly do lodi kostela vytesány otvory, jak v přízemí, tak v patře. Ty byly zazděny při zaklenutí kostela v roce 1649.
Stavba kláštera klarisek probíhala do roku 1401. Po požáru v roce 1650 a dílčích opravách byla vystavěna roku 1657 nová obytná budova. Další stavební práce probíhaly kolem roku 1720 (rozšíření obytné budovy) a v letech 1738–1744. Mezi konventy minoritů a klarisek byl umístěn kostel s vysokou hlavní lodí a nižší lodí na jižní straně, která byla v 15. století přestavěna. Kostel byl využíván minority i klariskami. Jádro kláštera včetně klenby v přízemí krátkého křídla bylo vystavěno v gotickém slohu. Menší část kleneb pochází z doby renesance a další přestavby a novostavby probíhaly v období baroka. Radikální přestavby, včetně změn vnitřních dispozic, byly prováděny od roku 1812 do roku 1864. V letech 1937–1938 byla provedena generální oprava objektu. V letech 2014–2015 byla budova začleněna do celkové rekonstrukce bývalých klášterů na Latránu.
Areál kláštera klarisek se skládal z hlavní budovy obdélného půdorysu s rajským dvorem a třemi bočními křídly, z budovy čp. 67, jejíž hlavní průčelí bylo do ulice Latrán, a z malého jižního křídla a budovy bývalého čp. 141 sousedícího s budovou hotelu U města Vídně.